# محسن صالحی‌نیا
محسن صالحی‌نیا (زاده ۱۳۴۱ سبزوار) سیاستمدار و مدیر اجرایی ایرانی است، که در فاصله سالهای ۱۳۹۷ تا ۱۳۹۹ به‌عنوان معاون وزیر صنعت، معدن و تجارت و مدیرعامل سازمان صنایع کوچک و شهرک‌های صنعتی ایران فعالیت میکرد. او همچنین عضو هیئت عامل سازمان گسترش و نوسازی صنایع ایران (ایدرو) بود. صالحی‌نیا در مهرماه ۱۳۹۹ با حکم رزم‌حسینی رئیس هیئت عامل ایدرو شد.
صالحی‌نیا دانش‌آموخته کارشناسی ارشد مهندسی صنایع از دانشگاه علم و صنعت است و فعالیت شغلی خود را از سال ۱۳۶۸ در وزارت صنایع سنگین آغاز کرد. او سابقه مدیرکلی صنایع ماشین‌سازی و نیروی محرکه وزارت صنایع و معادن، همچنین معاونت صنایع و امور اقتصادی این وزارتخانه را در کارنامه شغلی خود دارا می‌باشد. صالحی‌نیا در فاصله سالهای ۱۳٩٢ تا ۱۳۹۷ معاونت امور صنایع وزارت صنعت، معدن و تجارت را برعهده داشت و از ۱۳۹۰ تا ۱۳۹۴ نیز رئیس هیئت مدیره شرکت ایران خودرو بود.